# Vuelo 1834 de Belavia
El Vuelo 1834 de Belavia fue un vuelo internacional programado de pasajeros desde Ereván, Armenia, a Minsk, Bielorrusia, operado por Belavia. En la mañana del 14 de febrero de 2008, el Jet Regional Bombardier Canadair que transportaba a 18 pasajeros y tres tripulantes se estrelló y se incendió poco después de despegar del Aeropuerto Internacional Zvartnots cerca de Ereván, la capital de Armenia.
El avión golpeó su ala izquierda en la pista durante el despegue, se estrelló contra el suelo, se volteó y se detuvo invertido cerca de la pista. Todos los pasajeros y la tripulación lograron escapar del avión antes de que estallara en llamas, en parte debido a la respuesta oportuna de los equipos de bomberos y rescate. No hubo víctimas mortales, pero siete personas fueron trasladadas al hospital para recibir tratamiento.

## Avión
El avión involucrado, EW-101PJ (MSN 7316), era un Bombardier CRJ-100ER de 50 asientos. El aeroplano era nuevo en la flota desde que fue arrendado por la aerolínea y entregado en febrero de 2007, y había sido construido en 1999.

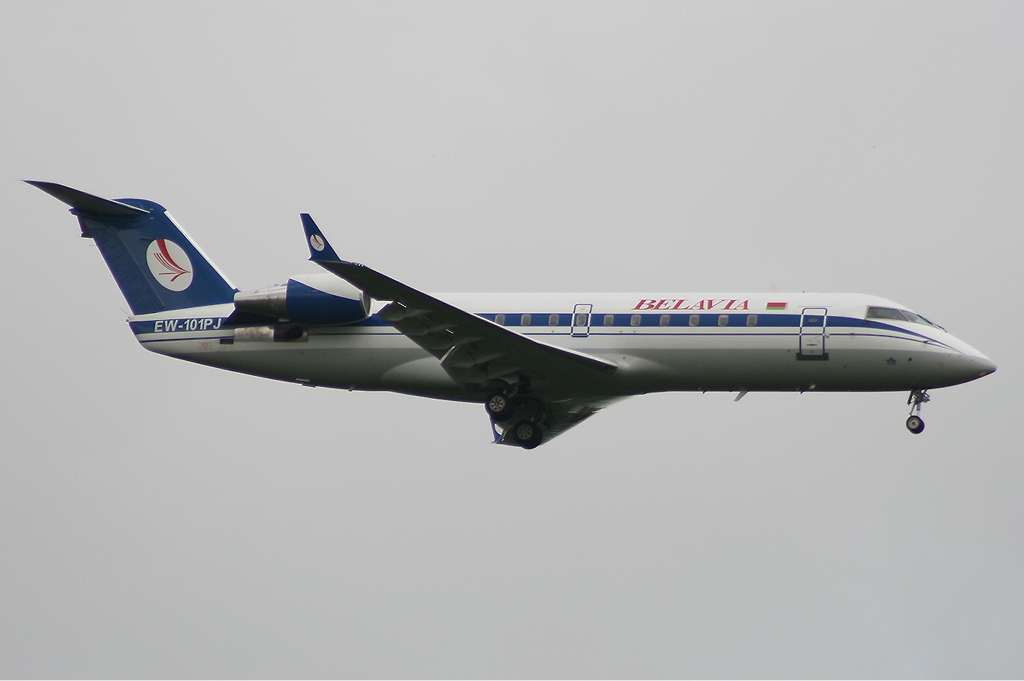
EW-101PJ, la aeronave involucrada en el accidente

## Accidente
El avión había llegado a Ereván dos horas antes de la salida programada y se estaba preparando para el vuelo B2-1834 desde Ereván (Armenia) a Minsk (Bielorrusia) con 18 pasajeros y tres tripulantes. El reabastecimiento de combustible se realizó en modo automático 25 minutos después del aterrizaje, y se agregaron a los tanques 2.200 litros (1.802 kg) de combustible Jet-A-1. Debido a la reducción de la visibilidad en el aeropuerto alternativo principal, la tripulación decidió agregar otros 400 litros de combustible unos 30 minutos más tarde durante los preparativos del vuelo.
El primer oficial realizó la verificación previa al vuelo de la aeronave aproximadamente 15 minutos después del aterrizaje (y antes de repostar) y encontró todas las superficies aerodinámicas limpias y secas mediante inspección visual, así como tocando las superficies con la palma de la mano. El informe mencionó que las condiciones climáticas que son susceptibles a la contaminación por heladas requieren que el piloto al mando realice el recorrido previo al vuelo.
El clima en ese momento era: vientos de 110 grados a 2 nudos (4 km/h; 1 m/s), visibilidad 3500 metros (11500 pies) en neblina ligera, nubes nubladas a 790 m (2,600 pies) dispersas a 3,000 m (9,800 pies), temperatura -3 °C, punto de rocío -4 °C y QNH 1019 hPa. La tripulación calculó velocidades V de V1 a 137 nudos (254 km/h), VR a 139 nudos (257 km/h) y V2 a 145 nudos (269 km/h). Después del arranque del motor, la tripulación activó los sistemas anti hielo de los motores, pero los sistemas anti hielo no se activaron.
El avión se inclinó progresivamente hacia la izquierda después del despegue hasta que el ala izquierda tocó el suelo con el avión girando a la izquierda de la pista, giró a la derecha separando el ala derecha, cruzó la pista rodando sobre su espalda y se desintegró para descansar a la derecha de la pista. La fuga de combustible provocó un incendio en el suelo, que rápidamente fue controlado por los bomberos del aeropuerto. 
Gayane Davtyan, portavoz del Departamento General de Aviación Civil de Armenia, dijo que el avión, operado por la aerolínea bielorrusa Belavia, golpeó su ala izquierda en la pista durante el despegue y estalló en llamas. 
Según los informes, los equipos de bomberos y rescate estuvieron en el sitio en 50 segundos. Los pasajeros también ayudaron a los miembros de la tripulación a salir de la cabina. 
El aeropuerto Zvartnots de Ereván se cerró temporalmente después del accidente, que tuvo lugar a las 04:15 hora local. A las 10:30 hora local, el aeropuerto aún estaba cerrado mientras las llegadas se desviaban al aeropuerto Shirak de Gyumri. El primer avión que aterrizaría en Zvartnots era de Teherán a las 11:30 hora local.
Siete pasajeros recibieron heridas graves, mientras que los 11 pasajeros restantes y tres tripulantes resultaron ilesos. No hubo víctimas mortales.

## Investigación
La especulación inicial apuntó a la formación de hielo en las alas que causó que el ala izquierda se detuviera al despegar. Se informaron condiciones de formación de hielo en el aeropuerto durante el choque, y los CRJ son muy propensos a la contaminación del ala y al hielo ya que no tienen ningún dispositivo de vanguardia.
El Comité Interestatal de Aviación (MAK) realizó una prueba empleando un registro D-ACKK CRJ-900 para evaluar la acumulación y congelación de la humedad atmosférica con grandes diferencias de temperatura entre el aire ambiente y el combustible restante en los tanques después del aterrizaje. Se descubrió que el hielo se acumuló en la parte inferior del ala inmediatamente después de aterrizar y creció 25 minutos después de aterrizar al reabastecerse de combustible. La parte superior del ala mostró acumulación de rocío después de repostar. La temperatura del combustible en el momento de la llegada se midió a -21 °C, y antes de la salida a -12 °C con una temperatura ambiente de más 8 °C.
En el momento del accidente, se podría suponer que la temperatura del combustible en EW-101PJ nunca superó los -12 °C con una temperatura ambiente de -3 °C.
Equipos de investigación del Departamento General de Aviación Civil de Armenia, de Bielorrusia y de Bombardier participaron en la investigación para determinar la causa probable del accidente.

### Reporte final
El Comité de Aviación Interestatal de Rusia (MAK) publicó su informe final en ruso que concluyó que la causa más probable del accidente fue:
- La pérdida asimétrica de las propiedades aerodinámicas del ala durante el despegue, lo que resultó en detener el avión inmediatamente después del despegue, el ala izquierda en contacto con la pista y la posterior destrucción y fuego. La razón de la pérdida de las propiedades aerodinámicas del ala en las condiciones climáticas actuales fue que las heladas contaminaron las superficies de las alas. La causa de la contaminación por heladas fue, muy probablemente, la diferencia de temperatura del aire y el combustible frío en los tanques.

- El despegue por debajo de la velocidad segura recomendada para las alas contaminadas agravó la situación.

- Los procedimientos estándar actuales para examinar las superficies aerodinámicas antes de la salida, junto con la ineficiencia, no pueden garantizar completamente la prevención de accidentes similares durante el despegue en el futuro debido a la alta sensibilidad del ala, que no permite incluso una ligera contaminación del borde de ataque

- El deshielo de las alas como lo exige la Directiva de Aeronavegabilidad de Transport Canada (Autoridad de Aviación Civil de Canadá) en las condiciones climáticas reales liberadas después de otro accidente similar que probablemente podría haber evitado el accidente.